# Aure de Paris
Pour les articles homonymes, voir Aure et Aurea.
Sainte Aure de Paris ou Aurea de Paris ou Aurore de Paris, née au début du VIIe siècle, est la première abbesse du monastère colombaniste de Saint-Martial de Paris fondé par saint Éloi. Elle assume cette charge pendant 33 ans. Elle meurt de la peste le 4 octobre 666.

## Biographie
Sainte Aure de Paris, née au début du VIIe siècle, « Française de naissance », se rend à Paris vers 630. Saint Éloi, après avoir établi un monastère dans le Limousin décide de transformer une maison qu'il possède sur l'île de la Cité à Paris en monastère pour femmes. En 631 ou vers 633, il y fonde le monastère Saint-Martial et demande à Aure d'en être la première abbesse. Les moniales disposent de deux églises : l'une dans la cité, dédiée à saint Martial, où elles chantent l'office, l'autre à la campagne, en aval de la Seine, sur la rive droite du fleuve, dédiée à saint Paul. Cette dernière, située à côté du cimetière des moniales est une petite chapelle enserrée de champs cultivées, d'où son nom chapelle de Saint-Paul-des-Champs. Il se situait dans l'actuelle rue Saint-Paul (4e arrondissement). Le couvent compte bientôt 300 religieuses qui suivent la règle de saint Colomban,,.
L'abbesse reste à la tête de la communauté durant 33 ans. En 666, une épidémie de peste ravage la ville de Paris. Aure y succombe le 4 octobre 666, ainsi que cent soixante moniales,,. Tous les corps sont portés à l'église Saint-Paul et inhumés dans le cimetière attenant, vers lequel les convois funèbres se faisaient habituellement en barque. Cinq ans plus tard, la tombe de l'abbesse est rouverte, et son corps rapporté dans l'église Saint-Martial, près de son monastère, pour y être définitivement inhumée.

## Notoriété
Elle est fêtée le 4 octobre.
Une chapelle lui est dédiée à Paris, rue de Reuilly (12e). On y conserve ses reliques ainsi que celles de saint Éloi et de saint Ouen.
Aure de Paris, nommée Aurea di Parigi en italien, est particulièrement honorée à église Sant'Eusebio de Rome.